# Bulbinella ciliolata
Bulbinella ciliolata är en grästrädsväxtart som beskrevs av Carl Sigismund Kunth. Bulbinella ciliolata ingår i släktet Bulbinella och familjen grästrädsväxter. Inga underarter finns listade i Catalogue of Life.